# Молотай Анатолій Михайлович
Молотай Анатолий Михайлович (нар. 22 серпня 1938, Ружична — 29 листопада 2022) — організатор, художній керівник та головний диригент Національного президентського оркестру, професор. Народний артист Української РСР (1990).

## Біографія
Народився 22 серпня 1938 на Хмельниччині в селі Ружична.
З 15-ти років розпочав свою музичну освіту у Хмельницькому військовому оркестрі. Згодом увійшов до колективу Зразкового оркестру Прикарпатського ВО.
В 1964-му закінчив військово-диригентський факультет при Московській консерваторії. Під час навчання в Москві активно спілкувався з легендарним розвідником Григорієм Пастухом з Ружичної та його родиною.
Багато років був диригентом оркестру МВС УРСР.
Від 1987-го працював у Національній музичній академії викладачем диригування кафедри духових та ударних інструментів.
Від 1991-го начальник оркестрової служби НГУ зразка 1991—2000 років; засновник, художній керівник та головний диригент Оркестру урочистих церемоній, Окремого зразково-показового духового оркестру Національної гвардії України (1992), Президентського оркестру Національної гвардії України (1997), Президентського оркестру Збройних Сил України (2000) та Національного президентського оркестру (2003).
Автор близько 120-ти аранжувань для симфонічного та духового оркестрів. Повний кавалер ордену «За заслуги».
В 2018 році до річниці референдуму 1 грудня нагороджений Орденом князя Ярослава Мудрого V ступеня.
У 2021 році рішенням восьмої сесії Хмельницької міської ради від 23.09.2021 року № 1 присвоєно звання «Почесний громадянин Хмельницької міської територіальної громади».